# Pseudomeges marmoratus
Pseudomeges marmoratus là một loài bọ cánh cứng trong họ Cerambycidae.